# АК-105
АК-105 (индекс ГРАУ — 6П47) — автомат Калашникова «сотой серии» малогабаритный. Разработан под патрон 5,45х39 мм для российской армии и правоохранительных органов. Внешним отличием от автомата АК74М является укороченный ствол и появление пламегасителя.
Заменяет устаревший в армии советский автомат АКС-74У.
АК105 снабжен боковой планкой для установки оптического или коллиматорного прицела, а также глушителем, лазерным целеуказателем.
Наличие складывающегося приклада обеспечивает удобство обращения с оружием при передвижении на марше, транспортировке и десантировании, при этом имеется возможность ведения стрельбы со сложенным прикладом.
В конструкции применены современные материалы. Приклад, магазин, цевье, ствольная накладка и пистолетная рукоятка изготовлены из пластмассы и обладают высокой ударопрочностью и стойкостью к внешним воздействиям. Применение защитных покрытий обеспечивает высокую коррозийную стойкость металлических деталей.
Применяется спец-силами СНГ.